# 안성 청룡사 대웅전
안성 청룡사 대웅전(安城 靑龍寺 大雄殿)은 대한민국 경기도 안성시, 청룡사에 있는 고려시대의 건축물이다. 1985년 1월 8일 대한민국의 보물 제824호로 지정되었다.

## 개요
청룡사는 원래 고려 원종 6년(1265) 명본국사가 세워 대장암(大藏庵)이라 불렀던 곳이다. 공민왕 13년(1364) 나옹화상이 크게 넓히면서 청룡사라 이름을 고쳤는데 청룡이 구름을 타고 내려오는 광경을 보고 지었다는 전설이 전한다. 절의 중심 법당인 대웅전은 조선 후기에 다시 지은 건물로 추측한다. 규모는 앞면 3칸·옆면 4칸이며 지붕은 옆면에서 볼 때 여덟 팔(八)자 모양을 한 팔작지붕이다. 지붕 처마를 받치기 위해 장식하여 짜은 구조가 기둥 위와 기둥 사이에도 있다. 이를 다포 양식이라 하는데 밖으로 뻗쳐 나온 재료 윗몸에 연꽃과 연꽃봉오리를 화려하게 조각해 놓아 장식이 많이 섞인 조선 후기의 특징을 보인다. 기둥은 전혀 가공하지 않은 원목을 그대로 세운 것이 눈길을 끈다. 건물의 천장은 우물 정(井)자 모양으로 천장 속을 가리고 있는 천장으로 꾸몄다. 이 대웅전은 안쪽에 조선 헌종 15년(1674)에 만든 범종을 보관하고 있으며, 조선 후기의 건축 기법과 특징을 잘 보여 주고 있어 건축사 연구에 중요한 자료가 되고 있다.

## 같이 보기
- 청룡사
- 청룡사 삼층석탑 - 경기도 문화재자료 제59호

## 참고 자료
- 안성 청룡사 대웅전 - 국가유산청 국가유산포털